# Ahmed Januzi
Ahmed Januzi (8 de Julho de 1988) é um futebolista kosovar que joga como atacante atualmente pelo clube de futebol ucraniano Vorskla Poltava e optou  por jogar pela Seleção Albanesa de Futebol mesmo tendo nascido no Kosovo. 